# 이메르송 카르발류 다 시우바
이메르송 카르발류 다 시우바 (1975년 1월 5일 ~ )는 브라질의 축구 선수이다.

## 통계
| 브라질 | 브라질 | 브라질 |
| 연도   | 출전   | 골     |
| ------ | ------ | ------ |
| 2000   | 3      | 0      |
| 합계   | 3      | 0      |